# Méricourt-l'Abbé
Méricourt-l'Abbé è un comune francese di 575 abitanti situato nel dipartimento della Somme nella regione dell'Alta Francia.

## Società

### Evoluzione demografica
Abitanti censiti